# René Gérard
René Gérard (* 12. November 1894; † 28. Juni 1976) war ein französischer Radrennfahrer.

## Sportliche Laufbahn
Von 1923 bis 1930 fuhr er als Berufsfahrer, er konnte drei Rennen gewinnen. 1927 siegte er im Grand Prix de la Sarthe und im Rennen Poitiers–Saumur–Poitiers. 1928 gewann er Paris–l'Aigle vor René Deguai. 1928 siegte er im Eintagesrennen Paris–Limoges. Zweite Plätze holte er in den Rennen Paris–Angers 1923, Paris–Nantes 1925 und Angers–Nantes–Angers 1927.
Die Tour de France fuhr er 1924 und schied aus.